# Crazy Taxi (spelserie)
Crazy Taxi är en racingspelserie skapad av det japanska företaget Sega, utvecklad av Sega-AM3 och utgiven av Sega]. Det första spelet i serien, Crazy Taxi, släpptes i en arkadversion år 1999. Det blev lyckat och Sega portade spelet till sin Dreamcast år 2000.
I spelen antar spelaren rollen som en taxichaufför som måste tjäna ihop pengar genom att köra passagerare dit de vill på snabbast möjliga tid, samtidigt som man kan få dricks för galna stunt innan tiden går ut.
Spelserien har blivit uppmärksammad för sin innovativa spelstil som är lätt att lära sig men svår att bemästra, för reklamen i spelet och för sitt soundtrack av The Offspring och Bad Religion. 
Spelmekaniken har blivit patenterad av Sega vilket har lett till åtminstone en stämning på grund av liknande spelmekanik i spelet The Simpsons Road Rage. Ärendet har sedan blivit utrett utanför domstol.